# Ładunek swobodny
Ładunek swobodny – cząstka obdarzona ładunkiem elektrycznym mogąca poruszać pod wpływem pola elektrycznego. Uporządkowany ruch takich ładunków jest prądem elektrycznym.

## Elektrony swobodne
W ciałach stałych ładunkami swobodnymi są najczęściej elektrony. W metalach będą to te słabo związane lub nie związane z żadnym atomem. W półprzewodnikach ładunkami swobodnymi są wszystkie elektrony znajdujące się w paśmie przewodnictwa. Elektrony swobodne możemy również spotkać w postaci cząstek swobodnych. W tej formie mogą one powstawać między innymi za sprawą efektu fotoelektrycznego czy podczas rozpadu β-.

## Jony swobodne
Ładunkiem swobodnym są również bardziej złożone struktury o niezerowym ładunku elektrycznym jakim są jony. Tego typu ładunki najczęściej występują w ośrodkach w których mogą poruszać się cząsteczki, takich jak ciecze czy gazy. W materiale, w którym występują swobodne jony po przyłożeniu napięcia elektrycznego występuje przewodnictwo jonowe. Podobnie jak elektrony, jony również mogą występować w postaci cząstek swobodnych. W tej postaci powstając między innymi podczas rozpadu α.

## Inne cząstki
W praktyce rzadko używa się tego zwrotu do innych obiektów niż elektrony i jony, ale ładunkiem swobodnym może być każda inna cząstka naładowana. Źródłem takich cząstek jest promieniowanie kosmiczne, w którym można spotkać protony, miony i inne cząstki elementarne niosące ładunek.